# Dieter Beckmann
Dieter Beckmann (* 1. November 1937 in Dortmund; † 20. April 2012) war ein deutscher Psychologe.

## Werdegang
Während des Zweiten Weltkrieges war das Ruhrgebiet Ziel heftiger alliierter Bombenangriffe. Im Zuge der Kinderlandverschickung verbrachte Beckmann daher einen Teil seiner Schulzeit in Zaisenhausen, Koserow und Parchim. 1959 machte er in Dortmund Abitur.
Anschließend studierte er Psychologie an den Universitäten Freiburg und Hamburg. Nach seinem Diplom (Dipl.-Psych.) 1964 arbeitete er in Gießen an der Klinik für Psychosomatische Medizin mit Horst-Eberhard Richter zusammen. 1968 promovierte er zum Dr. phil. mit der Dissertation Untersuchungen zur klinischen Urteilsbildung bei psychoanalytischen Interviews. 1970 folgte die Habilitation mit der Arbeit Das Gießener Persönlichkeitsinventar (GPI). 1972 wurde er an der Justus-Liebig-Universität Gießen auf den ersten deutschen Lehrstuhl für Medizinische Psychologie berufen, den er bis zu seiner Emeritierung im März 2006 innehatte. Seine Nachfolgerin auf dem Lehrstuhl für Medizinische Psychologie ist seit 2007 Renate Deinzer. Gemeinsam mit Richter und Brähler entwickelte er den Gießen-Test, der Psychoanalyse und empirische Psychologie verbindet. Er war Herausgeber der Zeitschrift Psychotherapie Psychosomatik Medizinische Psychologie und Mitbegründer der Zeitschrift für Medizinische Psychologie.
Zu seinen Forschungsschwerpunkten zählten Psychodermatologie, Psychologische Aspekte der Umweltmedizin, Gesundheitspsychologie, Testkonstruktion, Kulturgeschichte, Stressforschung und Stressmanagement, Betriebliche Gesundheitsförderung, Entwicklungspsychopathologie, Bindungsforschung und Temperamentforschung.
Beckmann war Hobby-Gärtner. Mit seiner Tochter Barbara verfasste er mehrere Bücher und andere Publikationen über Kräuter.

## Auszeichnungen
Gemeinsam mit Horst-Eberhard Richter wurde Beckmann 1970 mit dem Forschungspreis der Schweizerischen Gesellschaft für Psychosomatische Medizin ausgezeichnet.

## Werke
- Herzneurose. (mit Horst-Eberhard Richter) Thieme, 1969, 4. wesentlich überarbeitete Auflage Psychosozial-Verlag 2004, ISBN 3-89806-226-0
- Der Gießen-Test (GT). (mit Horst-Eberhard Richter) 1972, 4. überarb. Aufl. 1991, ISBN 3-456-82041-0
- Der Analytiker und sein Patient, 1974, ISBN 3-456-80011-8
- Erfahrungen mit dem Gießen-Test (Herausgeber, mit Horst-Eberhard Richter), 1979
- Medizinische Psychologie, 1984, ISBN 3-54007-578-X
- Alraune, Beifuß und andere Hexenkräuter. Alltagswissen vergangener Zeiten. (mit Barbara Beckmann), Campus-Verlag, Frankfurt am Main und New York 1990, ISBN 3-593-34336-3
- Vom Ursprung der Familie (mit Gudrun Beckmann), Psychosozial-Verlag 1996, ISBN 3-930096-44-7
- Das geheime Wissen der Kräuterhexen (mit Barbara Beckmann) 1997, ISBN 3-423-36038-0